# Stefania Antonini
Stefania Antonini (Bellinzona, 10 ottobre 1970) è un'ex calciatrice italiana, di ruolo portiere.
Nel corso della sua lunga carriera si è laureata cinque volte campione d'Italia con due diverse società, Reggiana nei campionati 1989-1990, 1990-1991 e 1992-1993, e Modena in quelli 1996-1997 e 1997-1998, a cui si aggiungono tre Coppe Italia, 1991-1992, 1992-1993 (Reggiana) e 1993-1994 (G.E.A.S.), e una Supercoppa italiana, nel 1997 con il Modena.
Inoltre, tra il 1990 e il 1996, ha totalizzato 32 presenze con la nazionale italiana venendo convocata a un campionato mondiale e tre europei.

## Caratteristiche tecniche
Come citato nel Dizionario del calcio italiano, Antonini era un portiere di talento raro. Fu descritta come più istintiva e spettacolare della sua più matura rivale Giorgia Brenzan, e capace di fare straordinari salvataggi acrobatici. Tuttavia il suo stile estroverso la rendeva soggetta a cali di concentrazione.

## Carriera

### Club
Stefania Antonini nasce in Svizzera, a Bellinzona, da genitori italiani che, tornati in patria, si stabiliscono a Teramo. Antonini si appassiona al calcio e, nel ruolo di portiere, inizia a giocare per l'Ascoli dall'età di 13 anni contribuendo alla crescita della squadra vincendo il campionato di Serie C nel 1984, giocando in Serie B il successivo per conquistare il primo posto al termine del campionato 1985-1986 e la conseguente storica promozione in Serie A. Rimane legata alla società, con la squadra sponsorizzata Sabelli, poi Micromax e infine Barbagrigia, fino al termine del campionato 1988-1989, anno in cui è costretta alla retrocessione.
Durante il calciomercato estivo 1989 si trasferisce alla Reggiana sponsorizzato Refrattari Zambelli, squadra che grazie a un esperto organico che poteva contare, tra le altre, delle nazionali Carolina Morace, Elisabetta Vignotto e Anne O'Brien, nazionale irlandese, al termine del campionato 1989-1990 si classifica al primo posto con 56 punti, 10 in più dell'inseguitrice Giugliano, conquistando il primo Scudetto della sua storia sportiva. In campionato Antonini marca 29 presenze su 30 incontri.
Antonini rimane alla Reggiana altre tre stagioni, con la squadra che conquista nuovamente il titolo italiano al termine della stagione 1990-1991, con Antonini che conta 23 presenze su 28 incontri, la Coppa Italia 1991-1992 quella successiva e il double campionato-Coppa Italia in quella 1992-1993. Al termine di quest'ultima l'industriale Renzo Zambelli, causa continui impegni di lavoro e problemi di salute, pur non abbandonando la sponsorizzazione decide di ridurre l'apporto economico alla squadra, inoltre rinunciando all'iscrizione alla Serie A e facendo ripartire la Reggiana dalla Serie C svincola tutte le sue tesserate.
Nell'estate 1993 Antonini riesce ad accordarsi con la G.E.A.S. di Sesto San Giovanni, squadra emergente che al suo primo campionato in Serie A (1992-1993) riesce a superare le comprimarie raggiungendo il terzo posto, pur con uno scarto di 16 punti, dietro il Milan 82 Salvarani. La squadra si conferma competitiva raggiungendo il quarto posto in campionato e conquistando il suo primo importante trofeo, la Coppa Italia 1993-1994, battendo l'Agliana Imbalpaper ai tiri di rigore.
Nel successivo calciomercato estivo si trasferisce al Lugo, dove rimane la sola stagione 1994-1995, per poi passare al Verona Gunther, rimanendo anche qui una sola stagione.

Il Modena Amadio nel 1997.

Dell'estate 1996 è la sua decisione di sottoscrivere un accordo con il Modena che l'imprenditore Massimo Maramotti era riuscito a sostenere economicamente, squadra dove ritrova Morace ed altre giocatrici di primissimo piano come Patrizia Panico, Manuela Tesse, Federica D'Astolfo e Florinda Ciardi. Nelle seguenti prime due stagioni la squadra si rivela superiore alla concorrenza e Antonini porta a cinque gli scudetti conquistati nella sua personale bacheca, il primo al termine del campionato 1996-1997, il secondo non senza difficoltà: terminato il campionato regolare il Modena condivide il primo posto a 79 punti con il Cascine Vica di Rivoli entrambe con 25 partite vinte 4 pareggiate ed una persa, costringendo a far slittare il termine della stagione allo spareggio giocato allo Stadio Pietro Fortunati di Pavia, dove le emiliane si impongono per 2-0 conquistando definitivamente lo scudetto. A questi si aggiunge anche la conquista della Supercoppa italiana 1998. La terza stagione invece si rivela disastrosa; persa Moratti, che durante l'estate aveva annunciato il suo ritiro dal calcio giocato, prima dell'inizio del campionato il presidente Maramotti e l'allenatore Berselli decisero di lasciare la squadra, anche in polemica con lo scarso pubblico di Modena mai superiore ai 300 spettatori. La squadra, sponsorizzata FIAT Bellentani e affidata al tecnico Domenico Cannatello, venne ridimensionata con l'ingaggio di giocatrici provenienti dalla Serie B, mentre le poche rimaste dalla stagione precedente (Daniela Tavalazzi, Federica D'Astolfo e Milena Bertolini) se ne andarono in fretta prima dell'inizio del campionato. Senza giocatrici di punta la squadra subì un tracollo, perdendo malamente il torneo della Supercoppa 1998 con quattro reti subite dal ACF Milan e venendo eliminata in Coppa Italia. Nonostante il ritorno momentaneo dell'allenatore Maurizio Berselli a novembre,  sostituito poi da Stefania Antonini, il Modena Bellentani chiuse al 14º posto della classifica finale di campionato, con la conseguente retrocessione alla Serie B, tuttavia la dirigenza, per motivi finanziari, decise di non iscrivere la squadra al successivo campionato.
Antonini, profondamente delusa, decide di lasciare il calcio giocato a soli 29 anni, insoddisfatta dalla situazione economica del calcio femminile italiano, che costrinse ancora una volta le società con cui ha giocato a ritirarsi, e per la generale mancanza di prospettive in carriera per le migliori calciatrici in Italia.

### Nazionale
Grazie ai buoni risultati ottenuti in campionato con la Reggiana, unito alla decisione della pari ruolo Eva Russo di lasciare la nazionale italiana, Antonini inizia ad essere convocata dalla Federazione Italiana Giuoco Calcio (FIGC) dal 1990 e chiamata al debutto dall'allora commissario tecnico Sergio Guenza nell'incontro giocato al Wembley Stadium il 18 agosto 1990 dove le Azzurre superano per 4-1 le padrone di casa dell'Inghilterra. In seguito Guenza la convoca come vice di Giorgia Brenzan alle ultime fasi della qualificazione, dove gioca la doppia sfida con la Svezia ai quarti di finale, e poi alla fase finale del campionato europeo di Danimarca 1991 dove, pur non venendo utilizzata, condivide il percorso dell'Italia fino alla finale terzo posto persa 2-1 ai tempi supplementari con la Danimarca.
Guenza continua a concederle fiducia inserendola in rosa anche con la formazione che affronta il Mondiale di Cina 1991 e l'Europeo casalingo del 1993, ancora come seconda di Brenzan con la quale ha goduto di un'amichevole rivalità per la posizione di portiere della nazionale.
L'avvicendamento sulla panchina dell'Italia con Comunardo Niccolai subentrante a Guenza, non influisce nella scelta di Antonini anche per il cammino per l'Europeo di Germania 1995, con le Azzurre che però non riescono a superare la fase di qualificazione sconfitte nella doppia partita dei quarti di finale dalle avversarie della Norvegia. L'ultima convocazione risale all'11 dicembre 1996, nell'incontro pareggiato 0-0 con la Germania, dove segna la sua 32ª presenza in maglia azzurra.

## Palmarès
- Campionato italiano: 5

Reggiana: 1989-1990, 1990-1991, 1992-1993
Modena: 1996-1997, 1997-1998
- Coppa Italia: 3

Reggiana: 1991-1992, 1992-1993
G.E.A.S.: 1993-1994
- Supercoppa italiana: 1

Modena: 1997